# Iraclie Flocea
Iraclie Flocea (n. 11 martie 1893, Pojorâta, Suceava, România – d. 16 august 1964, Chițcani, RSS Moldovenească) a fost un călugăr ortodox român cu rang de protosinghel, exarh al mănăstirilor din Arhiepiscopia Chișinăului, canonizat ca sfânt de Sfântul Sinod al Bisericii Ortodoxe Române în ședința sa din 11-12 iulie 2024, cu titulatura „Sfântul Cuvios Iraclie din Basarabia” și prăznuirea în ziua de 3 august.